# 2 Węzeł Łączności
2 Węzeł Łączności (2 WŁ) – jednostka Wojska Polskiego (JW 4406).
W terminie do 1 października 1957, w Bydgoszczy, został sformowany Węzeł Łączności 2 Korpusu OPL OK. Jednostka została zorganizowana na bazie 83 kompanii łączności 10 Dywizji Lotnictwa Myśliwskiego w Słupsku. Do 30 marca 1958 zostały uruchomione wszystkie elementy węzła łączności i stanowiska dowodzenia korpusu. W 1969 jednostka została przeformowana w 2 Węzeł Łączności Korpusu OPK. 31 grudnia 2007 węzeł został rozformowany. Między innymi na jego bazie został utworzony 2 Rejon Wsparcia Teleinformatycznego Sił Powietrznych.

## Szefowie 2 WŁ
- ppłk Henryk Krzysztofiak (1969–1972)
- ppłk Jerzy Niewiadomski (1972–1974)
- płk Kazimierz Fladrowski (1974–1979)
- ppłk Jerzy Bartczak (1979–1984)
- płk Józef Iwanowicz (1984–1987)
- płk Roman Rumiński (1987–1988)
- płk Tadeusz Lewandowski (1988–1998)
- ppłk Kazimierz Pokorski (1998–2003)
- płk Krzysztof Załóg (2003–2007)